# William Cadogan

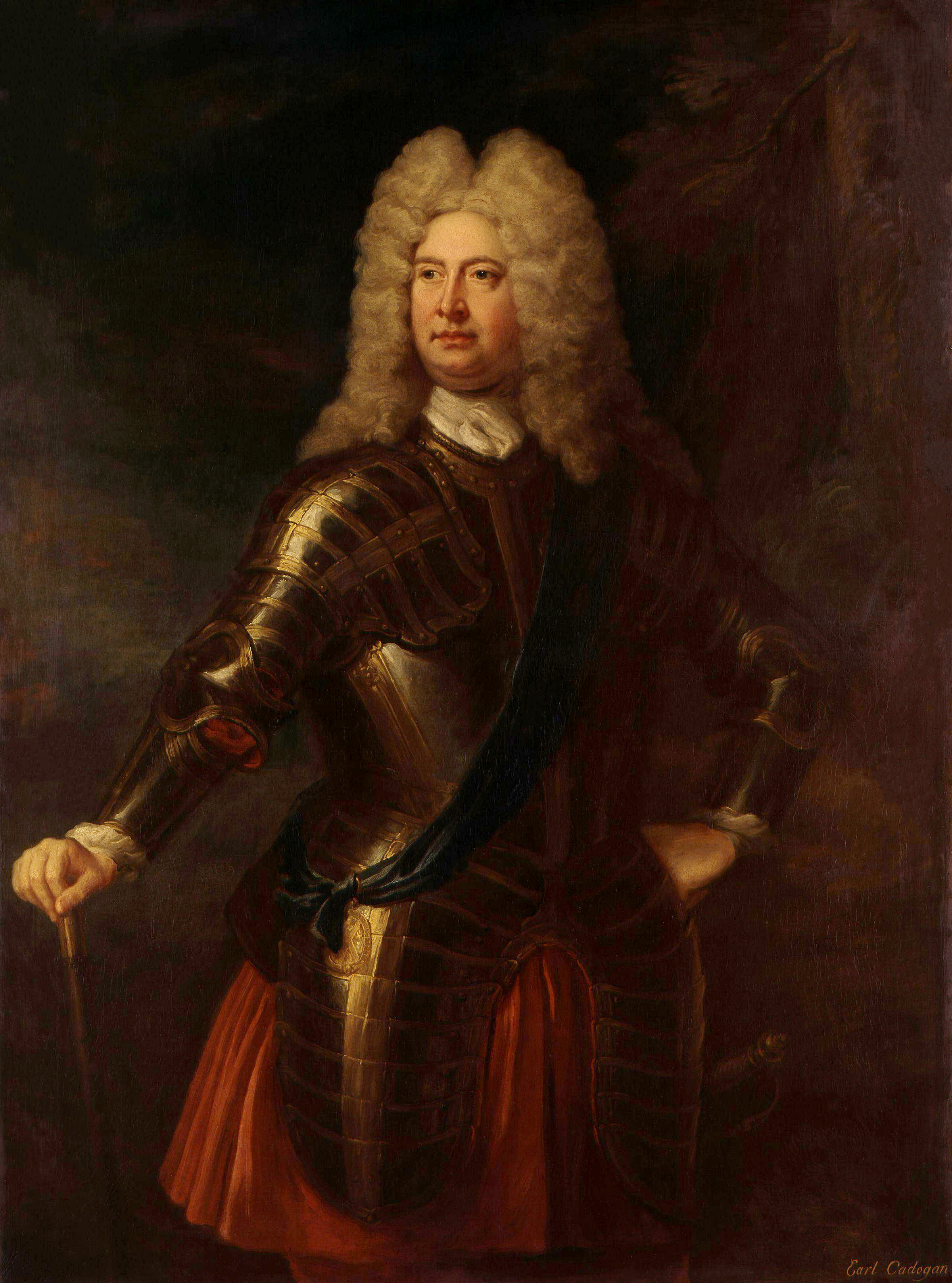
Portret door Louis Laguerre (ca. 1716)

William Cadogan, eerste graaf Cadogan (Liscarton, 1671 – Londen, 17 juli 1726) was een Iers-Brits militair en diplomaat. Hij was de rechterhand van Marlborough en was militair belangrijk in de Spaanse Successieoorlog. Als diplomaat bestuurde hij mee het Anglo-Bataafs condominium over de Spaanse Nederlanden (1708-1711), en onderhandelde hij het Barrièretraktaat (1715) en de Triple Alliantie (1717). Hij was ook parlementslid voor de Whigs (1705-1716).

## Leven
Cadogan kwam uit een familie die uit Engeland naar Ierland was verhuisd en protestants was gebleven. Zijn vader was High Sheriff in County Meath. Hij werd naar Trinity College in Dublin gestuurd, maar koos al jong voor een militaire carrière. In de Negenjarige Oorlog (1688-1697) klom hij snel door de rangen. Aan de vooravond van de Spaanse Successieoorlog koos Marlborough, de opperbevelhebber van de Anglo-Bataafse legermacht, hem tot kwartiermeester-generaal. Tegen 1709 was Cadogan luitenant-generaal. In de veldslagen bij Schellenberg, Blenheim, Ramillies, Oudenaarde en Malplaquet schuwde hij het gevaar niet, maar vooral zijn organisatietalent en strategisch inzicht maakten hem waardevol. Het vertrouwen dat Marlborough in hem stelde, beantwoordde hij met levenslange loyauteit.
Na de dood van George Stepney in september 1707 volgde Cadogan hem op als buitengewoon gezant en gevolmachtigde in Brussel en Den Haag. Zijn voornaamste standplaats werd Brussel, waar hij zijn intrek nam in het Hof van Hoogstraten. Hij zetelde in de conferentie die het bestuur over de Zuidelijke Nederlanden waarnam tijdens het Anglo-Bataafs condominium. Behalve in de winter was hij frequent bij het leger en liet hij zich in de conferentie vervangen door John Laws. Cadogan was weinig tactvol en viel op door corruptie, malversaties en afpersing.  
De winst van de Tories in de parlementsverkiezingen van 1710 ondergroef de positie van Marlborough. Ze wilden verder gaan om de oorlog op het vasteland te beëindigen. In 1711 maakte Cadogan nog Marlboroughs laatste veldtocht mee, maar aan het eind van het jaar werd hij vervangen in zijn diplomatieke functie. Hij vertrok op 2 februari 1712 uit Brussel richting Holland. Vreemd genoeg – want Marlborough was ontslagen – bleef hij nog enige tijd kwartiermeester-generaal onder de nieuwe commandant, de hertog van Ormonde. Op 12 december vergezelde hij Marlborough, die in vrijwillige ballingschap ging, van Oostende naar Duitsland, en kort daarna werd hij dan toch uit zijn resterende functies ontslagen. Enkel bleef hij lid van het Lagerhuis, waar hij het kiesdistrict Woodstock vertegenwoordigde (1705-1716).
De dood van koningin Anna in 1714 en haar opvolging door George I brachten een ommekeer teweeg. Marlborough en Cadogan hadden de Hannoverische successie gesteund en werden in deze nieuwe constellatie in ere hersteld, al was de eerste te oud en te ziek om nog grootse daden te stellen. Cadogan trad nu uit zijn schaduw. Hij was de Engelse gevolmachtigde bij het onderhandelen van het Barrièretraktaat in 1715 en hij voerde het Engelse leger aan dat begin 1716 de Jakobitische opstand in Schotland neersloeg. In 1717 bracht hij mee de Triple Alliantie tussen de zeemogendheden en Frankrijk tot stand. Datzelfde jaar werd hij opgenomen in de Privy Council. In die periode werd hij ook in de adelstand verheven, eerst als baron (1716) en dan als graaf (1718). Hij eindigde zijn carrière als Master-General of the Ordnance (1722-1726), d.w.z. legeroverste.

## Familie
Cadogan trouwde in april 1704 met Margaretha Cecilia Munter (1675-1749) uit Den Haag. Hij had met haar twee dochters, Sarah in 1705 en Margaret in 1707.